# Ångermanälven
Ångermanälven (de Ångermanrivier) is een Zweedse rivier die midden door het gebied Norrland stroomt.
De rivier is 463 km lang en beslaat een stroomgebied van 31.860 km ². Het debiet bij de monding bedraagt 500 m3 per seconde, het derde hoogste van Zweden na Göta älv en Lule älv.
De rivier ontspringt in het zuiden van Lapland en stroomt door Vilhelmina en Åsele zuidwaarts door Ångermanland en mondt uit in de Botnische Golf. De belangrijkste zijrivieren zijn Vojmån, Fjällsjöälven en Faxälven.

## Foto's

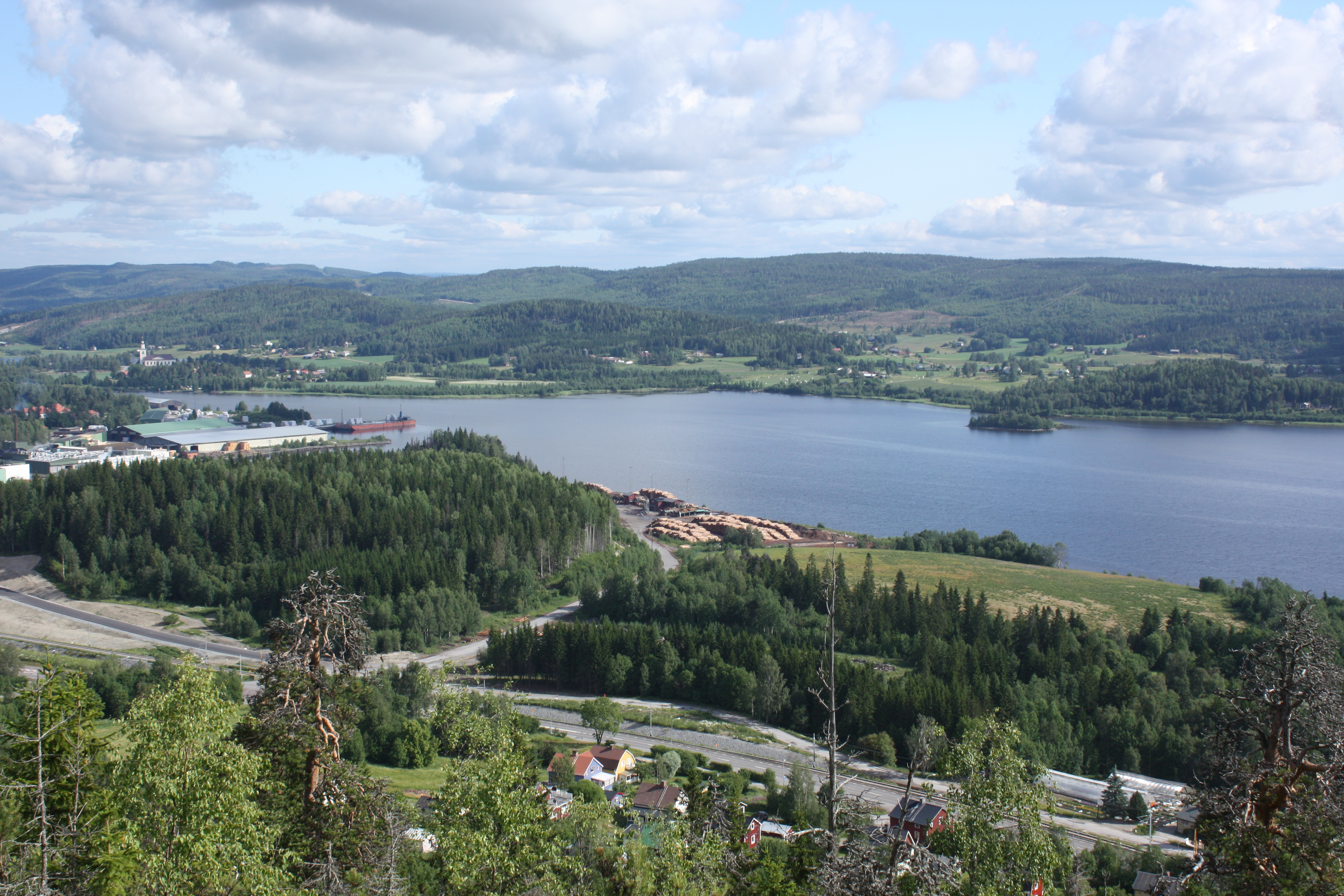
Bollstafjärden
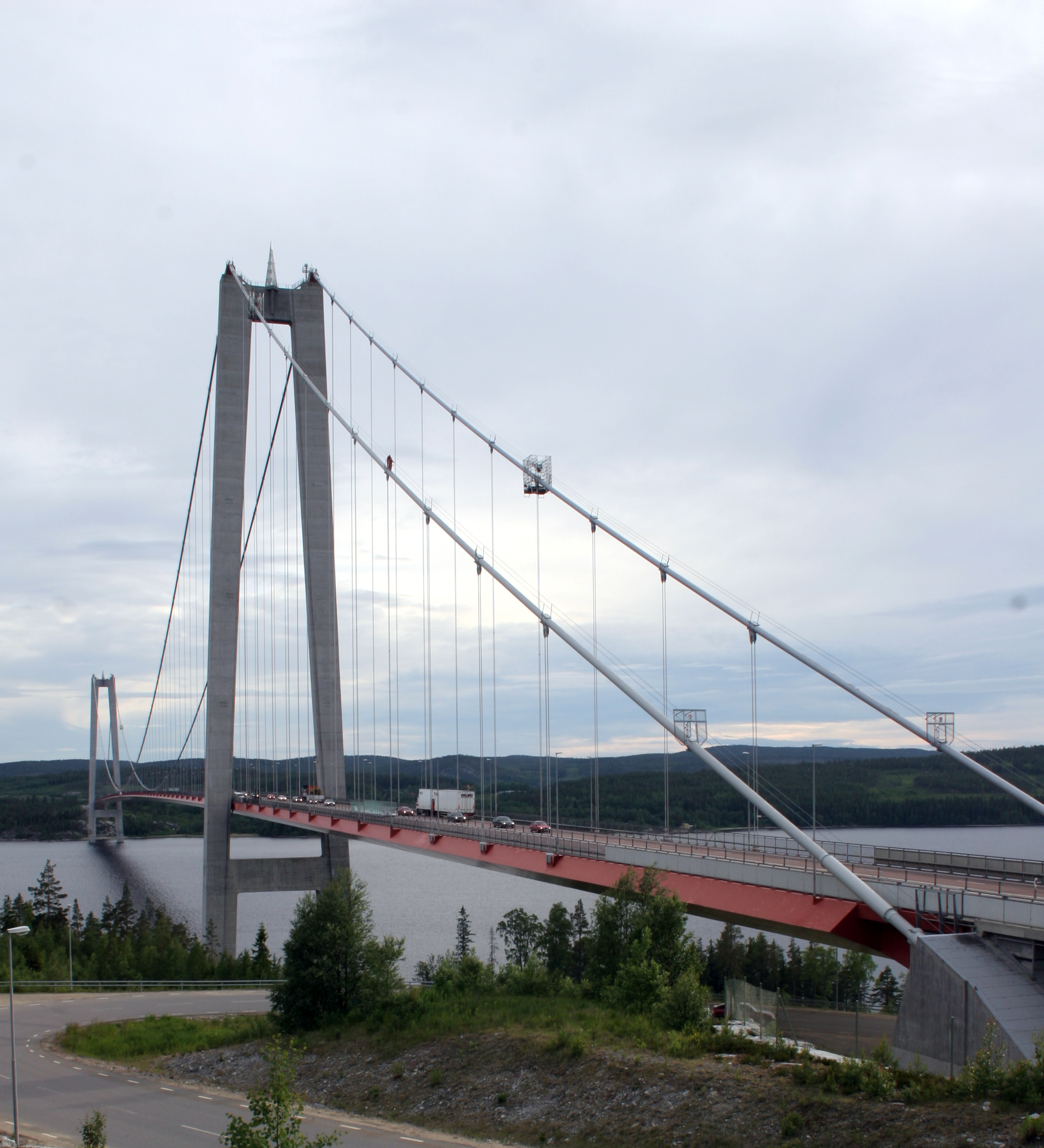
Hoge Kustbrug
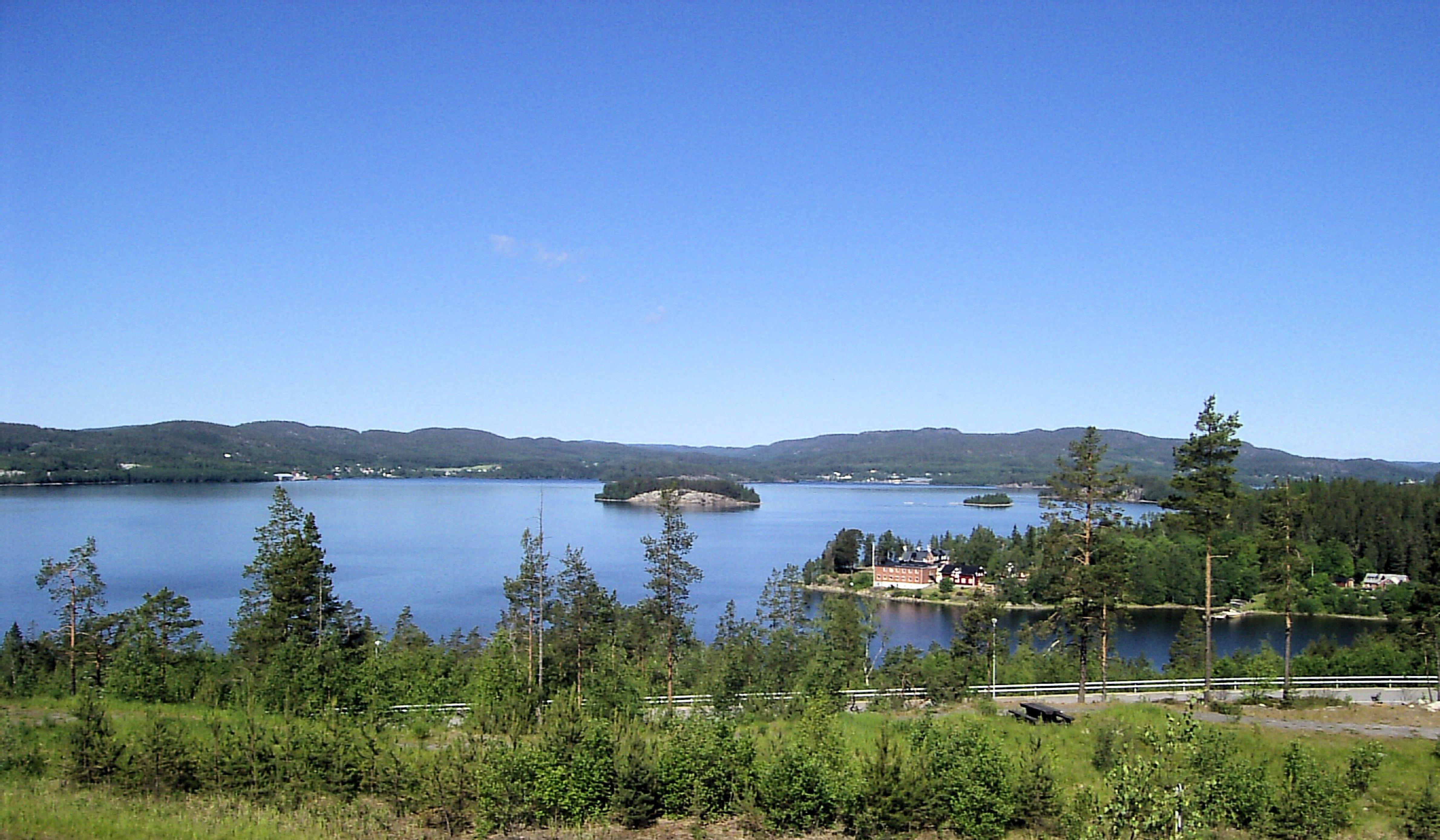
Monding met het eiland Åbordsön

- Gemeinsame Normdatei: 4227962-8
- Library of Congress Control Number: sh88006689
- Nationale Bibliotheek van Israël: 987007536867005171
- LIBRIS: 160802
- Système universitaire de documentation: 14490554X
- Virtual International Authority File: 315129953